# Fallentschbach
Der Fallentschbach ist ein rund 3,4 Kilometer langer linker Nebenfluss des Liebochbaches in der Steiermark. Er entspringt im Nordosten der Gemeinde Stiwoll an der Südseite des Pleschkogels und mündet in derselben Gemeinde, in der Nähe der Kreuzung der L350 mit der L336, in den Liebochbach.